# Màrtirs de Còrdova
Els Màrtirs de Còrdova és el nom col·lectiu donat als cristians mossàrabs (cristians que vivien al territori musulmà de la península Ibèrica conservant les seves creences i costums) que, durant els emirats d'Abd-ar-Rahman II i Muhàmmad I van ésser condemnats a mort acusats d'ofendre l'islam i de fer proselitisme públic del cristianisme.
Conquerida als visigots pels àrabs al 711, Còrdova era al segle x al cim de la civilització islàmica. Els musulmans eren tolerants amb les altres religions i permetien la seva pràctica privada; només prohibien el proselitisme i l'exhibició o testimoni de la religió en públic, i cobraven un tribut per aquest permís. Alguns cristians, però, no toleraren aquesta mena de pràctica críptica del culte i se'n rebel·laren, essent perseguits i castigats.
La més coneguda d'aquestes persecucions es donà a mitjan segle ix, quan un seguit de preveres i religiosos manifestaren obertament la seva fe i criticaren l'Alcorà i la religió musulmana: el primer fou Perfecte de Còrdova, mort l'abril de 850, al que seguiren Eulogi de Còrdova, Roderic, Salomó i així fins a 48 persones van ésser decapitades o mortes en diferents moments d'aquest període, entre 850 i 859.
Poc abans de morir en 852, Abd al-Rahman va aconseguir que un concili de bisbes mossàrabs, presidit per Recafred de Sevilla, prohibís que els fidels busquessin volgudament el martiri, desafiant així el poder islàmic, com havia passat amb els màrtirs, tot i que no van ésser desautoritzats per l'Església.
Els màrtirs van ésser (entre parèntesis any i dia de la mort, que és el dia de la festivitat litúrgica): 

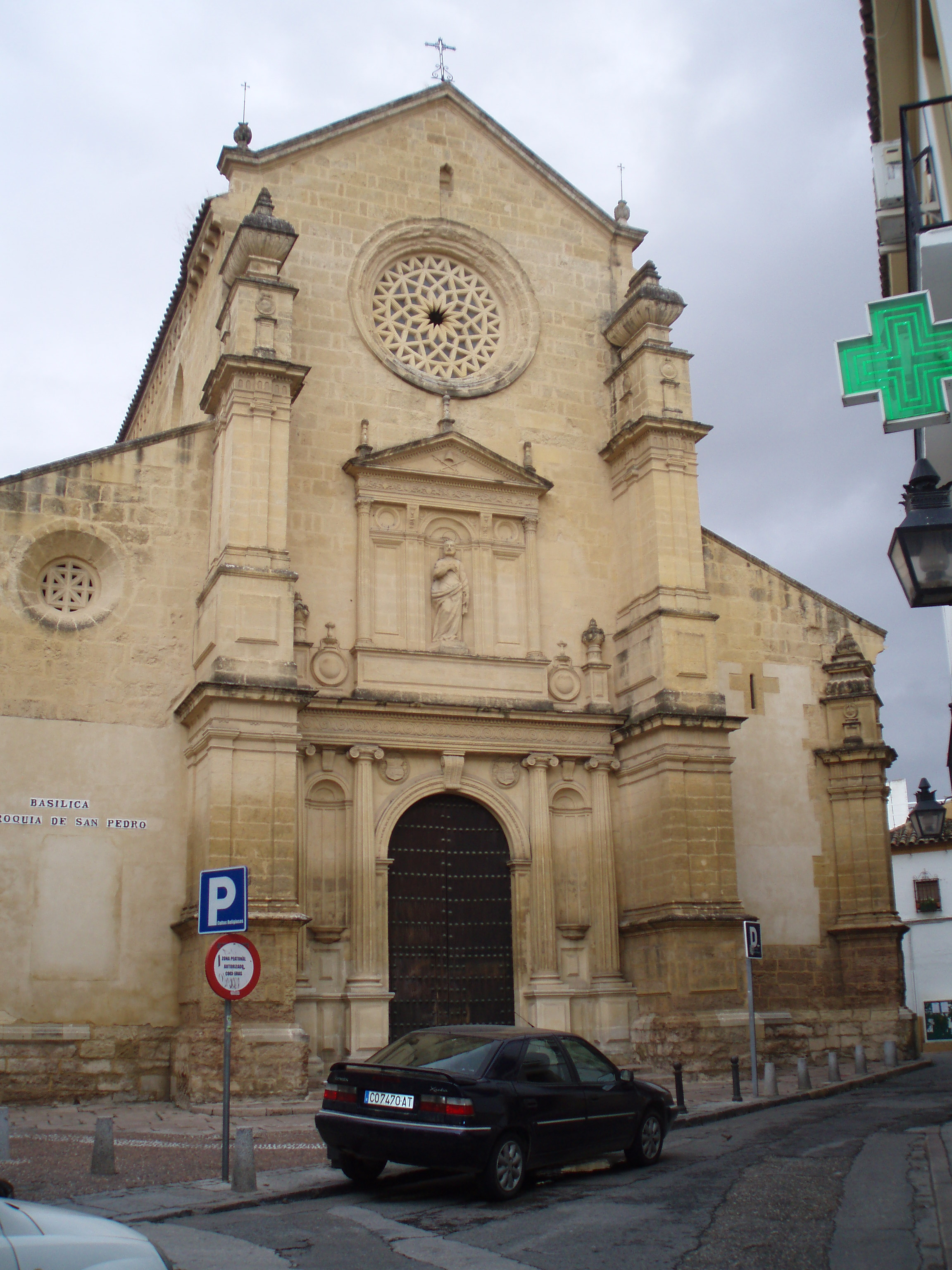
Façana de l'església de S. Pedro (Còrdova)

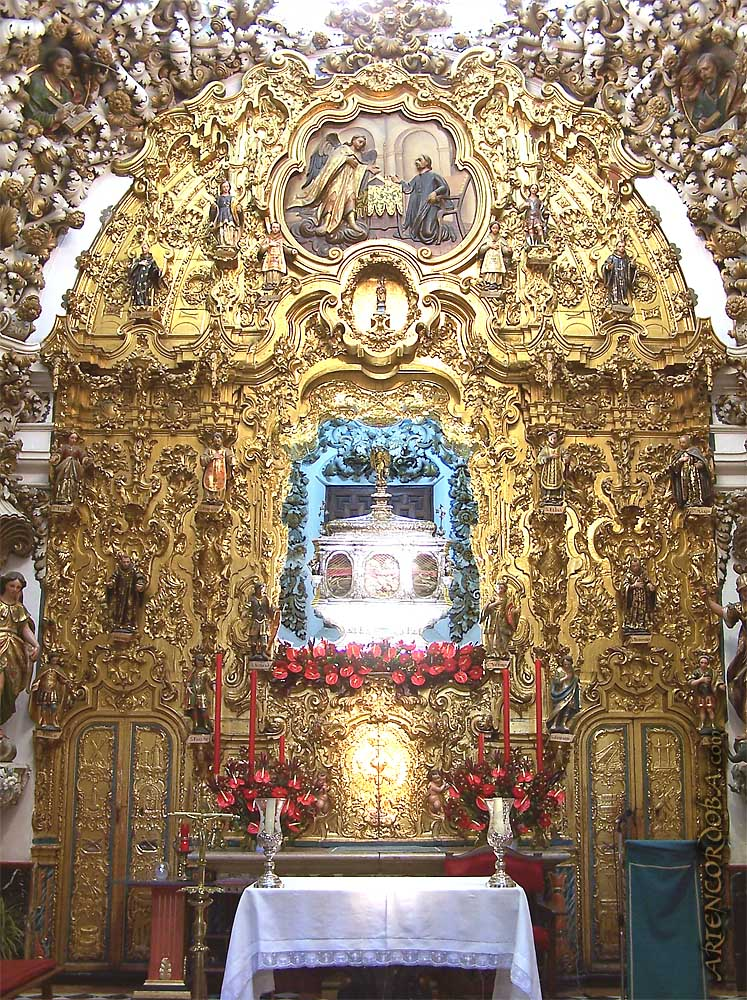
Altar major de S. Pedro

- Adolf i Joan de Sevilla (822, 27 de setembre),
- Perfecte (850, 18 d'abril),
- Isaac (851, 3 de juny),
- Sanç d'Àlaba (851, 5 de juny),
- Pere, Valabons, Sabinià, Vistremund, Abenci i Jeremies de Còrdova (851, 7 de juny),
- Sisenand de Badajoz (851, 16 de juliol),
- Pau de Sant Zoil (851, 20 de juliol),
- Teodemir (851, 25 de juliol),
- Flora i Maria de Còrdova (851, 24 de novembre),
- Gumesind i Servodeu de Còrdova (852, 13 de gener),
- Jordi, Aureli, Natàlia, Fèlix i Liliosa (ca. 852, 27 de juliol),
- Leovigild i Cristòfor (852, 20 d'agost),
- Emiles i Jeremies (852, 15 de setembre),
- Roger i Servusdei (852, 16 de setembre),
- Fàndila de Peña Melaria (853, 13 de juny),
- Anastasi, Fèlix i Digna de Còrdova (853, 14 de juny),
- Benilda (853, 15 de juny),
- Coloma de Tábanos (853, 17 de setembre),
- Pomposa de Peñamelaria (853, 19 de setembre),
- Abundi d'Ananelos (854, 11 de juliol),
- Witesind de Cabra (855),
- Amador, Pere i Lluís de Martos (855, 30 d'abril),
- Sandila o Sandulf (855, 3 de setembre),
- Elies, Pau i Isidor (856, 17 d'abril),
- Argemir de Cabra (856, 28 de juny),
- Àurea de Còrdova (856, 9 de juliol),
- Roderic i Salomó de Cabra (857, 13 de març),
- Eulogi de Còrdova (859, 11 de març),
- Leocrícia (859, 15 de març), i
- Laura de Cuteclara (864, 19 d'octubre).

## Veneració
Les restes dels màrtirs que van ésser recuperades van ésser enterrades a un monestir de Còrdova, anomenat dels Sant Màrtirs. Quan desaparegué, les restes es traslladaren a l'església de San Pedro, a la ciutat, on es veneren un una arca d'argent a l'altar principal. Les restes d'alguns sants, com Eulogi de Còrdova van ésser portades a altres llocs, com la Catedral d'Oviedo.